# Giuseppe Capecelatro
Giuseppe Capecelatro (Napoli, 25 settembre 1744 – Napoli, 2 novembre 1836) è stato un arcivescovo cattolico e politico italiano.
Fu arcivescovo di Taranto dal 1778 al 1816.

## Biografia

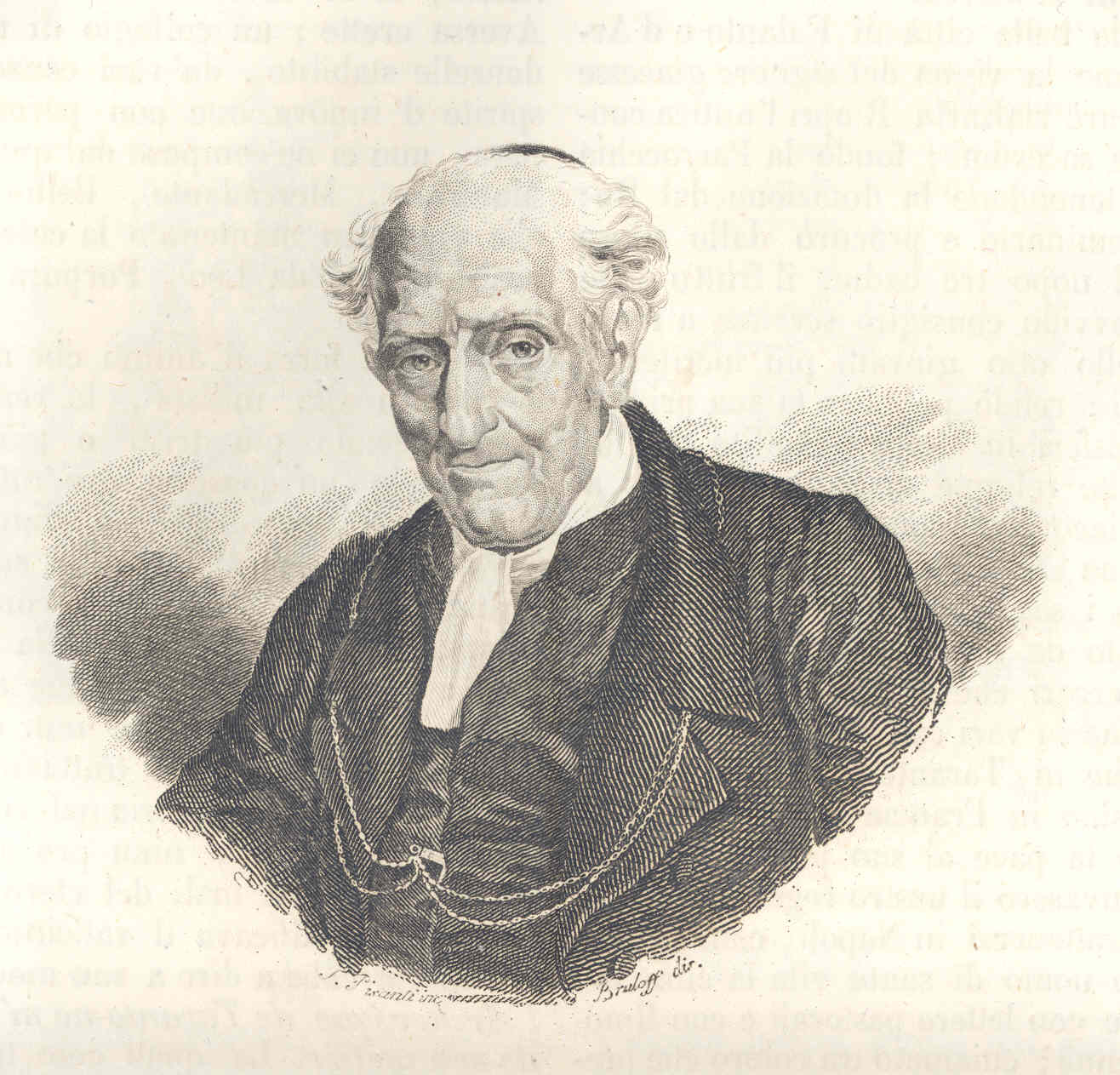
Ritratto di mons. Giuseppe Capecelatro

Patrizio napoletano,  nacque a Napoli il 23 settembre 1744 da 
Tommaso dei Duchi di Morrone e da Maddalena Perrelli dei duchi di 
Montestarace. Fu anche dottore in legge, avvocato concistoriale e cappellano del tesoro di San Gennaro a Napoli.
Nel periodo del suo episcopato, costituì la Biblioteca Arcivescovile a lui intitolata, rendendo pubblica la sua biblioteca personale.
Il 14 marzo 1800, fu condannato a dieci anni di reclusione per aver aderito alla Repubblica Partenopea durante i moti del 1799. Illuminista e letterato, fu in corrispondenza con numerosi intellettuali europei, fra i quali Goethe, Herder, madame de Staël, Lamartine, Alexander von Humboldt e Walter Scott.
Nel 1788 espresso la sua contrarietà all'obbligo del celibato per i sacerdoti ricordando che «Il primo Papa, san Pietro, era ammogliato».
Nel luglio del 1806 fu nominato consigliere di stato e presidente della sezione interno da Giuseppe Bonaparte, mentre nel settembre del 1808 fu nominato Ministro dell'Interno dal nuovo re di Napoli Gioacchino Murat. Sostituito nella carica nel novembre del 1809 da Giuseppe Zurlo, fu nominato primo elemosiniere della regina Carolina Bonaparte e direttore del museo e degli stabilimenti di educazione. Con la Restaurazione gli fu ordinato di tornare a Taranto, dove mancava da quindici anni, ma rifiutò, lasciando l'arcivescovato con una lettera pastorale di addio intitolata Al clero e al popolo della diocesi tarantina. Si rese anche inviso alla Chiesa per alcuni scritti polemici, passati in rassegna da Benedetto Croce.
L'Accademia da lui fondata, ispirata a criteri illuministi che determinarono il sorgere di simili sodalizi in tutto il Regno di Napoli, cercò di utilizzare la conoscenza, soprattutto relativa a pratiche agricole e marinare, come leva per risollevare le sorti di migliaia di contadini e pescatori che all'epoca vivevano in condizioni davvero miserevoli.

## Genealogia episcopale
La genealogia episcopale è:
- Cardinale Scipione Rebiba
- Cardinale Giulio Antonio Santori
- Cardinale Girolamo Bernerio, O.P.
- Arcivescovo Galeazzo Sanvitale
- Cardinale Ludovico Ludovisi
- Cardinale Luigi Caetani
- Cardinale Ulderico Carpegna
- Cardinale Paluzzo Paluzzi Altieri degli Albertoni
- Papa Benedetto XIII
- Papa Benedetto XIV
- Papa Clemente XIII
- Cardinale Marcantonio Colonna
- Cardinale Innocenzo Conti
- Arcivescovo Giuseppe Capecelatro